# Olympische Sommerspiele 1972/Schießen
Bei den XX. Olympischen Sommerspielen 1972 in München fanden acht Wettbewerbe im Sportschießen statt. Alle Disziplinen waren offene Klassen, es konnten sowohl Männer als auch Frauen antreten. Austragungsort war die Olympia-Schießanlage Hochbrück in Garching bei München. Letztmalig wurde die Disziplin Freies Gewehr 300 m ausgetragen.

## Bilanz

### Medaillenspiegel
| Platz  | Land               | Gold | Silber | Bronze | Gesamt |
| ------ | ------------------ | ---- | ------ | ------ | ------ |
| 1      | Vereinigte Staaten | 2    | 2      | –      | 4      |
| 2      | Sowjetunion        | 1    | 2      | 1      | 4      |
| 3      | Italien            | 1    | –      | 1      | 2      |
| 4      | BR Deutschland     | 1    | –      | –      | 1      |
| 4      | Nordkorea          | 1    | –      | –      | 1      |
| 4      | Polen              | 1    | –      | –      | 1      |
| 4      | Schweden           | 1    | –      | –      | 1      |
| 8      | Rumänien           | –    | 1      | 1      | 2      |
| 9      | Frankreich         | –    | 1      | –      | 1      |
| 9      | Kolumbien          | –    | 1      | –      | 1      |
| 9      | Tschechoslowakei   | –    | 1      | –      | 1      |
| 12     | DDR                | –    | –      | 2      | 2      |
| 13     | GBR                | –    | –      | 1      | 1      |
| 13     | Österreich         | –    | –      | 1      | 1      |
| 13     | Ungarn             | –    | –      | 1      | 1      |
| Gesamt | Gesamt             | 8    | 8      | 8      | 24     |

### Medaillengewinner
| Disziplin                              | Gold                    | Silber                   | Bronze                 |
| -------------------------------------- | ----------------------- | ------------------------ | ---------------------- |
| 300 m Freies Gewehr Dreistellungskampf | Lones Wigger (USA)      | Borys Melnyk (URS)       | Lajos Papp (HUN)       |
| 50 m Kleinkaliber Dreistellungskampf   | John Writer (USA)       | Lanny Bassham (USA)      | Werner Lippoldt (GDR)  |
| 50 m Kleinkaliber liegend              | Ri Ho-jun (PRK)         | Victor Auer (USA)        | Nicolae Rotaru (ROM)   |
| 50 m Laufende Scheibe                  | Jakiw Schelesnjak (URS) | Helmut Bellingrodt (COL) | John Kynoch (GBR)      |
| 50 m Freie Pistole                     | Ragnar Skanåker (SWE)   | Dan Iuga (ROM)           | Rudolf Dollinger (AUT) |
| 25 m Schnellfeuerpistole               | Józef Zapędzki (POL)    | Ladislav Falta (TCH)     | Wiktor Torschin (URS)  |
| Skeet                                  | Konrad Wirnhier (FRG)   | Jewgeni Petrow (URS)     | Michael Buchheim (GDR) |
| Trap                                   | Angelo Scalzone (ITA)   | Michel Carrega (FRA)     | Silvano Basagni (ITA)  |

## Zeitplan
| 1 | 1. Wettkampftag | 2 | 2. Wettkampftag |  | Finale |

| Wettbewerbe                            | August | August | August | August | August | September | September |
| Wettbewerbe                            | 27.    | 28.    | 29.    | 30.    | 31.    | 01.       | 02.       |
| -------------------------------------- | ------ | ------ | ------ | ------ | ------ | --------- | --------- |
| 300 m Freies Gewehr Dreistellungskampf |        |        |        |        |        |           |           |
| 50 m Kleinkaliber Dreistellungskampf   |        |        |        |        |        |           |           |
| 50 m Kleinkaliber liegend              |        |        |        |        |        |           |           |
| 50 m Laufende Scheibe                  |        |        |        |        | 1      |           |           |
| 50 m Freie Pistole                     |        |        |        |        |        |           |           |
| 25 m Schnellfeuerpistole               |        |        |        |        | 1      |           |           |
| Skeet                                  |        |        |        |        | 1      | 2         |           |
| Trap                                   | 1      | 2      |        |        |        |           |           |

## Ergebnisse

### 300 m Freies Gewehr Dreistellungskampf
| Platz | Land | Sportler         | Punkte | liegend | stehend | kniend |
| ----- | ---- | ---------------- | ------ | ------- | ------- | ------ |
| 1     | USA  | Lones Wigger     | 1155   | 394     | 379     | 382    |
| 2     | URS  | Borys Melnyk     | 1155   | 394     | 374     | 387    |
| 3     | HUN  | Lajos Papp       | 1149   | 394     | 364     | 391    |
| 4     | GDR  | Uto Wunderlich   | 1149   | 393     | 368     | 388    |
| 5     | TCH  | Karel Bulan      | 1146   | 394     | 370     | 382    |
| 6     | FIN  | Jaakko Minkkinen | 1146   | 396     | 364     | 386    |
| 7     | USA  | Lanny Bassham    | 1144   | 389     | 368     | 387    |
| 8     | URS  | Walentin Kornew  | 1143   | 391     | 365     | 387    |
| 9     | GDR  | Werner Lippoldt  | 1141   | 387     | 365     | 389    |
| 10    | SUI  | Martin Truttmann | 1141   | 390     | 366     | 385    |
|       |      |                  |        |         |         |        |
| 20    | FRG  | Dirk Fudickar    | 1131   | 388     | 362     | 381    |
| 22    | FRG  | Andreas Beyeler  | 1126   | 385     | 359     | 382    |

Datum: 2. September 1972 

36 Teilnehmer aus 22 Ländern
Geschossen werden musste auf 300 m Entfernung mit dem Großkalibergewehr, bei jeder Stellung waren 4 Serien à 10 Schuss abzufeuern. Diese Disziplin war letztmals olympisch.

### 50 m Kleinkaliber Dreistellungskampf
| Platz | Land | Sportler             | Punkte    | liegend | stehend | kniend |
| ----- | ---- | -------------------- | --------- | ------- | ------- | ------ |
| 1     | USA  | John Writer          | 1166 (WR) | 395     | 381     | 390    |
| 2     | USA  | Lanny Bassham        | 1157      | 390     | 375     | 392    |
| 3     | GDR  | Werner Lippoldt      | 1153      | 393     | 372     | 388    |
| 4     | TCH  | Petr Kovarik         | 1153      | 397     | 368     | 388    |
| 5     | URS  | Wladimir Agischew    | 1152      | 392     | 369     | 391    |
| 6     | POL  | Andrzej Sieledcow    | 1151      | 395     | 369     | 387    |
| 7     | FRG  | Gottfried Kustermann | 1149      | 397     | 364     | 388    |
| 8     | ROM  | Nicolae Rotaru       | 1148      | 397     | 361     | 390    |
|       |      |                      |           |         |         |        |
| 14    | GDR  | Uto Wunderlich       | 1142      | 391     | 374     | 377    |
| 15    | SUI  | Erwin Vogt           | 1141      | 398     | 360     | 383    |
| 16    | FRG  | Bernd Klingner       | 1141      | 395     | 359     | 387    |
| 25    | AUT  | Wolfram Waibel sr.   | 1137      | 392     | 364     | 381    |
| 39    | AUT  | Guido Loacker        | 1126      | 396     | 355     | 375    |
| 45    | SUI  | Martin Truttmann     | 1117      | 391     | 359     | 367    |

Datum: 30. August 1972 

69 Teilnehmer aus 40 Ländern
Geschossen werden musste auf 50 m Entfernung, bei jeder Stellung gab es 4 Serien à 10 Schuss.

### 50 m Kleinkaliber liegend
| Platz | Land | Sportler             | Punkte   | 1. Serie | 2. Serie | 3. Serie | 4. Serie | 5. Serie | 6. Serie |
| ----- | ---- | -------------------- | -------- | -------- | -------- | -------- | -------- | -------- | -------- |
| 1     | PRK  | Ri Ho-jun            | 599 (WR) | 099      | 100      | 100      | 100      | 100      | 100      |
| 2     | USA  | Victor Auer          | 598      | 100      | 098      | 100      | 100      | 100      | 100      |
| 3     | ROM  | Nicolae Rotaru       | 598      | 100      | 100      | 100      | 099      | 100      | 099      |
| 4     | ITA  | Giuseppe de Chirico  | 597      | 099      | 100      | 099      | 099      | 100      | 100      |
| 5     | TCH  | Jiří Vogler          | 597      | 100      | 100      | 098      | 099      | 100      | 100      |
| 6     | PUR  | Jaime Santiago       | 597      | 100      | 100      | 099      | 099      | 099      | 100      |
| 7     | USA  | Lones Wigger         | 597      | 099      | 099      | 100      | 100      | 100      | 099      |
| 8     | HUN  | László Hammerl       | 597      | 100      | 099      | 100      | 100      | 099      | 099      |
|       |      |                      |          |          |          |          |          |          |          |
| 12    | GDR  | Werner Lippoldt      | 596      | 100      | 099      | 100      | 099      | 099      | 099      |
| 13    | AUT  | Wolfram Waibel       | 596      | 100      | 100      | 100      | 098      | 100      | 098      |
| 16    | FRG  | Silvester Knipfer    | 595      | 099      | 100      | 098      | 100      | 100      | 098      |
| 24    | GDR  | Peter Gorewski       | 593      | 098      | 099      | 099      | 099      | 099      | 099      |
| 37    | FRG  | Gottfried Kustermann | 592      | 099      | 099      | 098      | 099      | 098      | 099      |
| 62    | SUI  | Erwin Vogt           | 588      | 098      | 099      | 099      | 096      | 098      | 098      |
| 63    | SUI  | Theo Ditzler         | 587      | 098      | 095      | 097      | 098      | 100      | 099      |
| 67    | AUT  | Karl Fröschl         | 587      | 100      | 097      | 097      | 099      | 099      | 095      |
| 81    | LIE  | Raimond Sele         | 583      | 095      | 096      | 098      | 098      | 100      | 096      |
| 87    | LIE  | Louis Frommelt       | 580      | 099      | 099      | 095      | 096      | 095      | 096      |

Datum: 28. August 1972 

101 Teilnehmer aus 58 Ländern
Geschossen werden musste auf 50 m Entfernung, insgesamt waren 60 Schuss abzufeuern (in 6 Serien à 10 Schuss).

### 50 m Laufende Scheibe
| Platz | Land | Sportler                  | Punkte   | 1. Serie | 2. Serie | 3. Serie | 4. Serie | 5. Serie | 6. Serie |
| ----- | ---- | ------------------------- | -------- | -------- | -------- | -------- | -------- | -------- | -------- |
| 1     | URS  | Jakiw Schelesnjak         | 569 (WR) | 96       | 97       | 96       | 93       | 93       | 94       |
| 2     | COL  | Helmut Bellingrodt        | 565      | 97       | 94       | 95       | 93       | 92       | 94       |
| 3     | GBR  | John Kynoch               | 562      | 95       | 95       | 94       | 90       | 94       | 94       |
| 4     | URS  | Waleri Postojanow         | 560      | 96       | 93       | 97       | 93       | 89       | 92       |
| 5     | FRG  | Christoph-Michael Zeisner | 554      | 89       | 94       | 93       | 95       | 91       | 92       |
| 6     | SWE  | Göte Gåård                | 553      | 87       | 91       | 96       | 92       | 92       | 95       |
| 7     | FRG  | Günther Danne             | 551      | 90       | 94       | 92       | 87       | 95       | 93       |
| 8     | SWE  | Karl-Axel Karlsson        | 551      | 91       | 95       | 95       | 90       | 90       | 90       |

Datum: 31. August und 1. September 1972 

28 Teilnehmer aus 16 Ländern
Abzufeuern waren auf 50 m Entfernung 60 Schuss (in 6 Serien à 10 Schuss).

### 50 m Freie Pistole
| Platz | Land | Sportler           | Punkte   | 1. Serie | 2. Serie | 3. Serie | 4. Serie | 5. Serie | 6. Serie |
| ----- | ---- | ------------------ | -------- | -------- | -------- | -------- | -------- | -------- | -------- |
| 1     | SWE  | Ragnar Skanåker    | 567 (OR) | 98       | 92       | 95       | 94       | 97       | 91       |
| 2     | ROM  | Dan Iuga           | 562      | 93       | 92       | 92       | 95       | 96       | 94       |
| 3     | AUT  | Rudolf Dollinger   | 560      | 91       | 96       | 92       | 94       | 95       | 92       |
| 4     | POL  | Rajmund Stachurski | 559      | 91       | 88       | 99       | 95       | 92       | 94       |
| 5     | GDR  | Harald Vollmar     | 558      | 93       | 93       | 94       | 93       | 93       | 92       |
| 6     | TCH  | Hynek Hromada      | 556      | 90       | 94       | 92       | 95       | 92       | 93       |
| 7     | HUN  | Kornél Marosvári   | 555      | 90       | 90       | 93       | 92       | 94       | 96       |
| 8     | URS  | Grigori Kossych    | 555      | 92       | 93       | 94       | 93       | 93       | 90       |
|       |      |                    |          |          |          |          |          |          |          |
| 15    | FRG  | Heinrich Fretwurst | 551      | 90       | 92       | 94       | 93       | 91       | 91       |
| 16    | FRG  | Heinz Mertel       | 550      | 92       | 91       | 90       | 91       | 92       | 94       |
| 21    | AUT  | Hubert Garschall   | 548      | 91       | 91       | 93       | 95       | 90       | 88       |

Datum: 27. August 1972 

64 Teilnehmer aus 38 Ländern, darunter 1 Frau (Afërdita Tusha)
Geschossen werden musste auf 50 m Entfernung, abzufeuern waren 60 Schuss (in 6 Serien à 10 Schuss).

### 25 m Schnellfeuerpistole
| Platz | Land | Sportler           | Punkte   | 8 s | 6 s | 4 s |
| ----- | ---- | ------------------ | -------- | --- | --- | --- |
| 1     | POL  | Józef Zapędzki     | 595 (OR) | 200 | 199 | 196 |
| 2     | TCH  | Ladislav Falta     | 594      | 200 | 197 | 197 |
| 3     | URS  | Wiktor Torschin    | 593      | 199 | 197 | 197 |
| 4     | SUI  | Paul Buser         | 592      | 198 | 197 | 197 |
| 5     | ESP  | Jaime González     | 592      | 196 | 200 | 196 |
| 6     | ITA  | Giovanni Liverzani | 591      | 199 | 197 | 195 |
| 7     | BUL  | Dentscho Denew     | 590      | 198 | 196 | 196 |
| 8     | AUT  | Gerhard Petritsch  | 590      | 198 | 196 | 196 |
|       |      |                    |          |     |     |     |
| 11    | FRG  | Helmut Seeger      | 589      | 198 | 197 | 194 |
| 16    | FRG  | Erwin Glock        | 586      | 198 | 197 | 191 |
| 21    | GDR  | Christian Düring   | 583      | 197 | 194 | 192 |
| 32    | AUT  | Hubert Garschall   | 581      | 198 | 196 | 187 |
| 38    | LUX  | Michel Braun       | 577      | 197 | 196 | 184 |
| 60    | SUI  | Kurt Rey           | 440      | 196 | 147 | 097 |

Datum: 31. August und 1. September 1972 

62 Teilnehmer aus 39 Ländern
Geschossen werden mussten an zwei Tagen auf 25 m Entfernung jeweils 30 Schuss (in 2 Serien à 5 Schuss), in je acht, sechs und vier Sekunden.

### Skeet
| Platz | Land | Sportler           | Punkte | 1. Serie | 2. Serie | 3. Serie | 4. Serie | 5. Serie | 6. Serie | 7. Serie | 8. Serie |
| ----- | ---- | ------------------ | ------ | -------- | -------- | -------- | -------- | -------- | -------- | -------- | -------- |
| 1     | FRG  | Konrad Wirnhier    | 195    | 24       | 25       | 24       | 25       | 23       | 25       | 25       | 24       |
| 2     | URS  | Jewgeni Petrow     | 195    | 25       | 24       | 24       | 24       | 24       | 25       | 25       | 24       |
| 3     | GDR  | Michael Buchheim   | 195    | 25       | 25       | 23       | 24       | 25       | 25       | 23       | 25       |
| 4     | GBR  | Joe Neville        | 194    | 24       | 25       | 25       | 25       | 21       | 24       | 25       | 25       |
| 5     | CUB  | Roberto Castrillo  | 194    | 23       | 24       | 25       | 24       | 25       | 24       | 25       | 24       |
| 6     | GDR  | Klaus Reschke      | 193    | 24       | 24       | 23       | 25       | 25       | 24       | 23       | 25       |
| 7     | FRA  | Elie Pénot         | 193    | 23       | 24       | 24       | 25       | 25       | 25       | 23       | 24       |
| 8     | GRE  | Paschalis Georgiou | 192    | 23       | 25       | 22       | 23       | 25       | 25       | 24       | 25       |
|       |      |                    |        |          |          |          |          |          |          |          |          |
| 22    | FRG  | Walter Wrigge      | 190    | 23       | 22       | 25       | 25       | 23       | 25       | 23       | 24       |

Datum: 31. August bis 2. September 1972 

63 Schützen Teilnehmer 36 Ländern
Abzufeuern waren 200 Schuss (in 8 Serien à 25 Schuss). Die Plätze 1 bis 3 mussten wegen Punktgleichheit in einem Stechen (25 Schuss) ermittelt werden.

### Trap
| Platz | Land | Sportler          | Punkte   | 1. Serie | 2. Serie | 3. Serie | 4. Serie | 5. Serie | 6. Serie | 7. Serie | 8. Serie |
| ----- | ---- | ----------------- | -------- | -------- | -------- | -------- | -------- | -------- | -------- | -------- | -------- |
| 1     | ITA  | Angelo Scalzone   | 199 (WR) | 25       | 25       | 25       | 25       | 24       | 25       | 25       | 25       |
| 2     | FRA  | Michel Carrega    | 198      | 24       | 24       | 25       | 25       | 25       | 25       | 25       | 25       |
| 3     | ITA  | Silvano Basagni   | 195      | 24       | 24       | 25       | 25       | 25       | 25       | 23       | 24       |
| 4     | GDR  | Burckhardt Hoppe  | 193      | 25       | 25       | 24       | 21       | 24       | 24       | 25       | 25       |
| 5     | SWE  | Johnny Pahlsson   | 193      | 23       | 25       | 24       | 25       | 23       | 25       | 23       | 25       |
| 6     | USA  | James Poindexter  | 192      | 24       | 25       | 22       | 25       | 25       | 24       | 22       | 25       |
| 7     | CAN  | John Primrose     | 192      | 25       | 23       | 22       | 24       | 24       | 25       | 25       | 24       |
| 8     | BRA  | Marcos Jose Olsen | 191      | 22       | 25       | 24       | 22       | 25       | 24       | 24       | 25       |
|       |      |                   |          |          |          |          |          |          |          |          |          |
| 12    | FRG  | Heinz Leibinger   | 190      | 23       | 24       | 22       | 25       | 25       | 24       | 23       | 24       |
| 20    | AUT  | Josef Meixner     | 186      | 24       | 21       | 23       | 23       | 23       | 23       | 25       | 24       |
| 26    | FRG  | Peter Blecher     | 185      | 24       | 24       | 22       | 22       | 24       | 23       | 23       | 23       |
| 31    | SUI  | Paul Vittet       | 182      | 22       | 22       | 25       | 23       | 24       | 21       | 22       | 23       |
| 37    | SUI  | Vincenzo Lucchini | 178      | 21       | 22       | 23       | 24       | 20       | 22       | 22       | 24       |

Datum: 27. bis 29. August 1972 

57 Teilnehmer aus 34 Ländern
Abzufeuern waren 200 Schuss (in 8 Serien à 25 Schuss).